# Chợ Giáng sinh

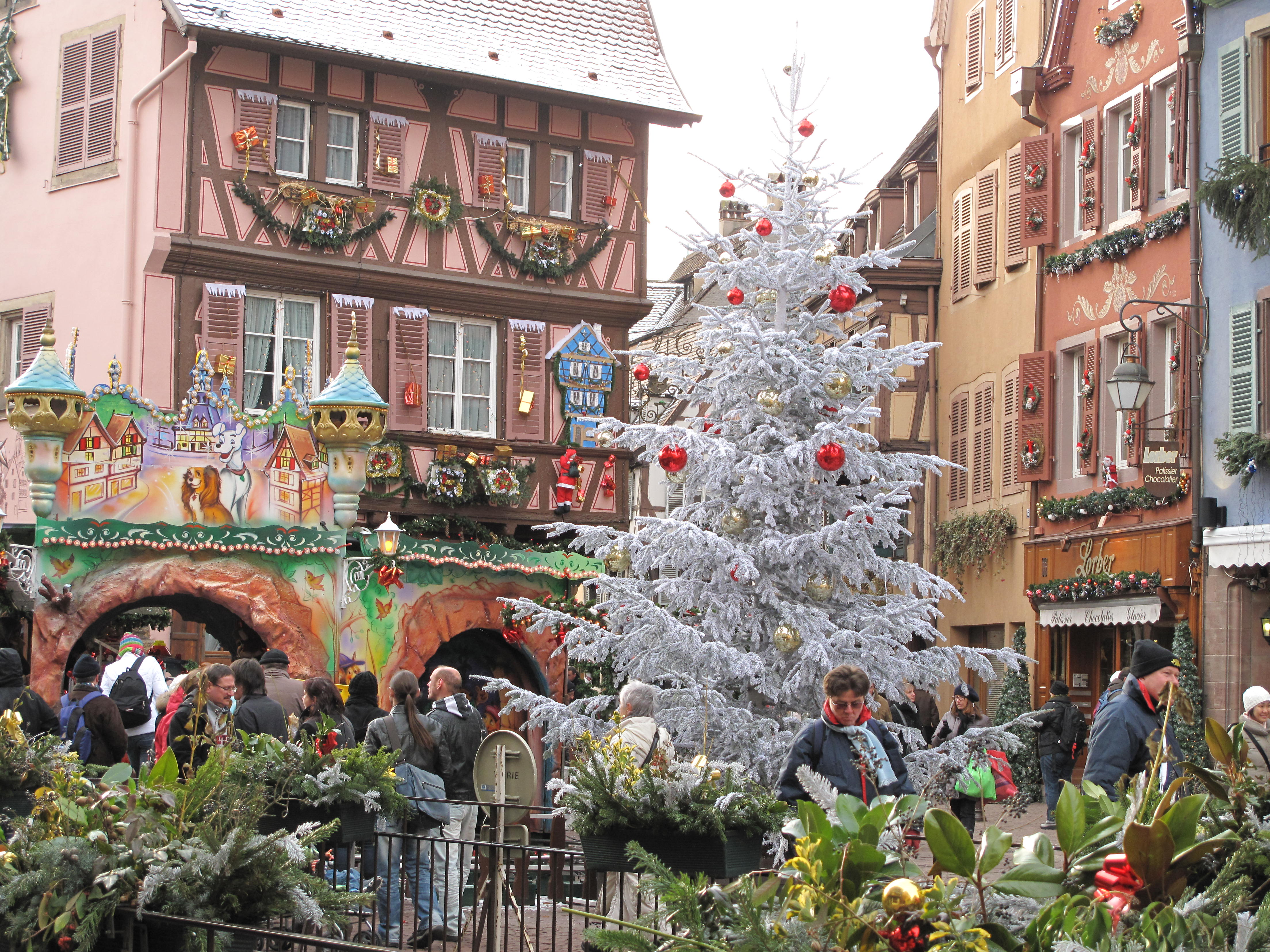
Chợ Giáng sinh Colmar, Pháp, 2010

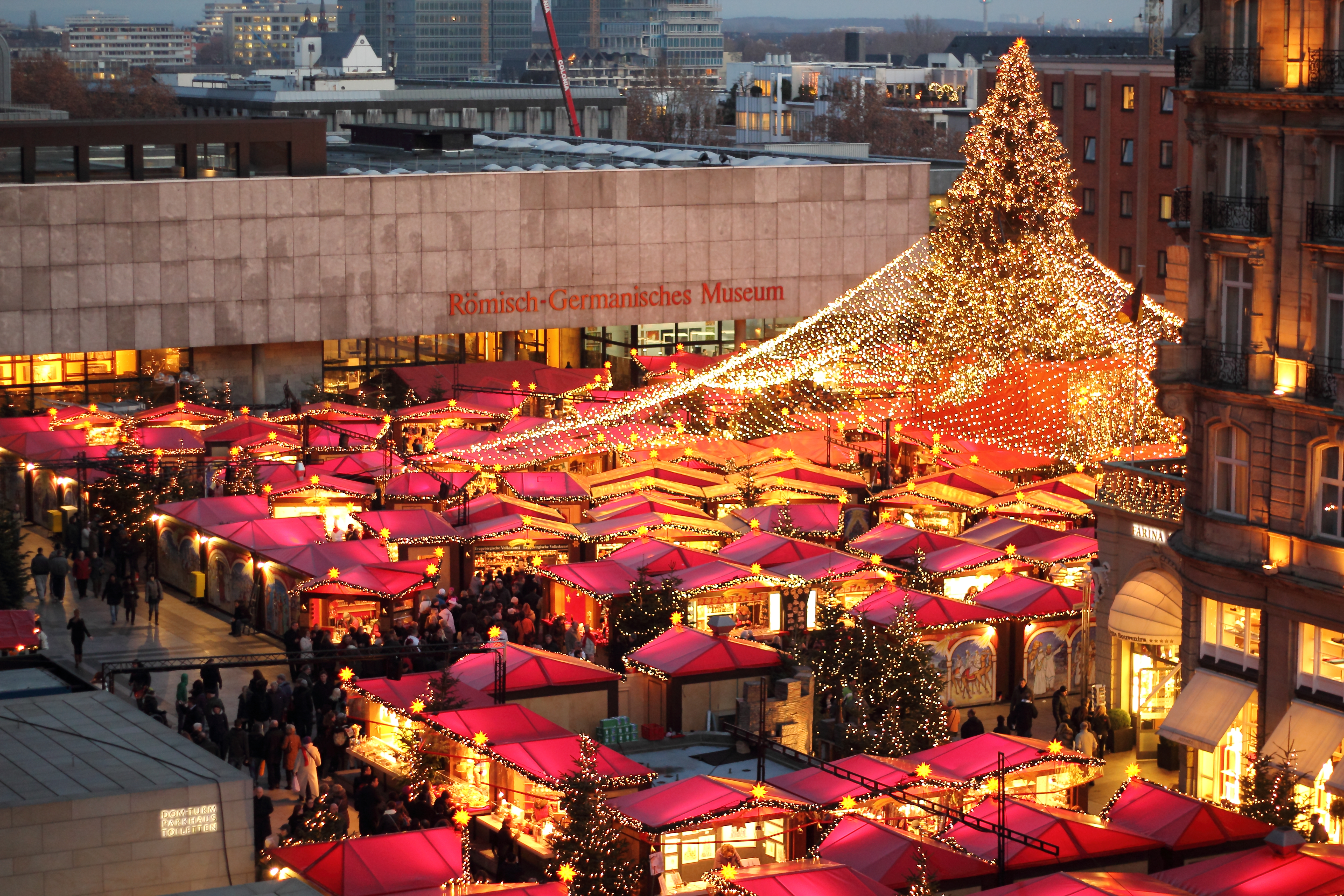
Chợ Giáng sinh tại Köln, trước Nhà thờ chính tòa Köln

Chợ Giáng sinh (tiếng Đức: Weihnachtsmarkt; tiếng Pháp: Marché de Noël) là một chợ đường phố kiểu truyền thống được tổ chức vào dịp Giáng sinh, thường bắt đầu khoảng 1 tháng trước Lễ Giáng sinh (trong mùa Vọng) và kéo dài đến ngày 23 tháng 12. Phong tục này có nguồn gốc tại vùng đất ngày nay là nước Đức và Đông Bắc nước Pháp và bắt đầu xuất hiện từ cuối thời Thời kỳ Trung Cổ (khoảng thế kỷ 14), cho đến nay chợ Giáng sinh vẫn là nét văn hóa truyền thống đặc sắc của Đức, Áo và Đông Bắc Pháp trong dịp Giáng sinh cũng như được phổ biến đến nhiều quốc gia khác trên thế giới.

## Lịch sử

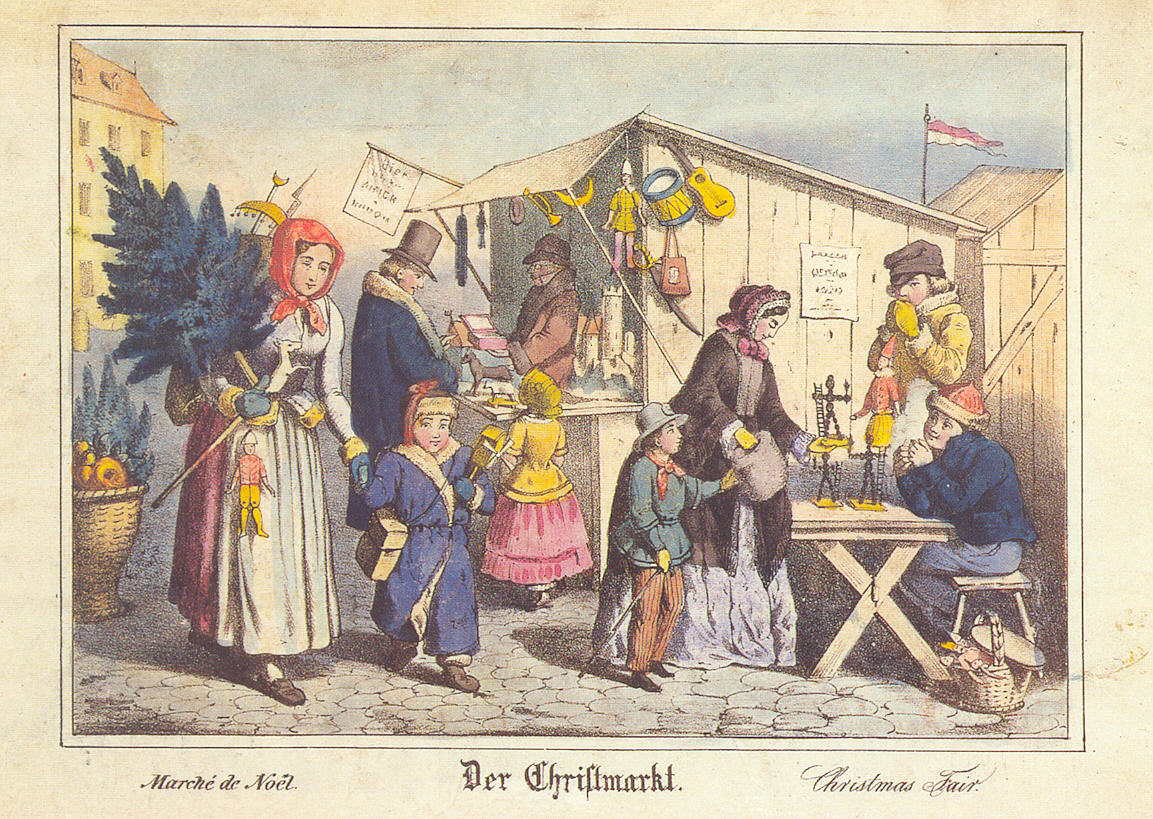
Tranh vẽ Chợ giáng sinh Nürnberg, thế kỷ 19.

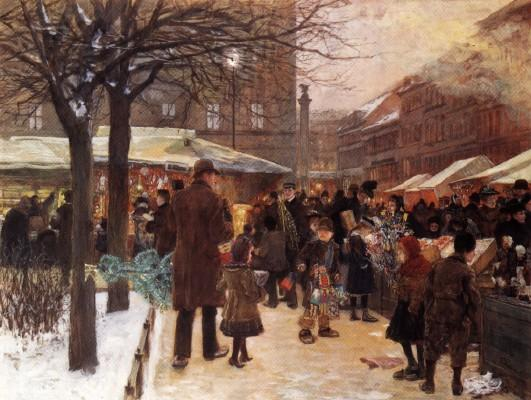
Chợ Giáng sinh Berlin, tranh vẽ năm 1892

Các chợ Giáng sinh bắt đầu xuất hiện ở vùng đất nay là nước Đức và Đông Bắc nước Pháp từ cuối thời kỳ Trung Cổ, các chợ thời kỳ đầu có thể kể tới chợ Giáng sinh Dresden (tổ chức lần đầu năm 1434) hay chợ Giáng sinh Bautzen (tổ chức lần đầu năm 1384).
Ngày nay các chợ Giáng sinh thường là dịp thu hút khách du lịch lớn trong mùa Giáng sinh, ví dụ chợ Giáng sinh Dresden thu hút từ 1,5 đến 2 triệu lượt khách mỗi năm, các thành phố khác của Đức có chợ Giáng sinh lớn là Nürnberg, Stuttgart và Augsburg. Tại Pháp, ba chợ Giáng sinh lớn nhất được tổ chức tại các thành phố vùng Đông Bắc là Strasbourg (nơi có chợ Giáng sinh lớn nhất nước Pháp), Colmar và Reims, trong đó chợ Giáng sinh Strasbourg được tổ chức ở xung quanh Nhà thờ lớn Strasbourg từ năm 1570.
Mô hình chợ Giáng sinh hiện nay cũng được phổ biến đến các quốc gia bên ngoài lục địa châu Âu như ở Anh (tại Leeds, Birmingham) hay Hoa Kỳ (do những người Mỹ gốc Đức tổ chức).

## Hình thức
Các gian hàng trong chợ Giáng sinh thường có dạng những quầy hàng đóng bằng gỗ. Những mặt hàng thường được bày bán tại chợ, bên cạnh các mặt hàng trang trí cho Giáng sinh, các mặt hàng thủ công truyền thống, còn phải kể tới vang nóng (tiếng Đức: glühwein; tiếng Pháp: vin chaud), loại rượu hâm nóng được bán trong các cốc nhỏ để khách có thể vừa đi thăm chợ vừa uống, bratwurst (xúc xích nướng kiểu Đức) hay christstollen (bánh mì kiểu Đức cho dịp Giáng sinh). Trong chợ cũng có cây thông Giáng sinh được trang trí rực rỡ cùng máng cỏ và hoạt cảnh Giáng sinh mô tả thời điểm Giê-su ra đời.

## Hình ảnh

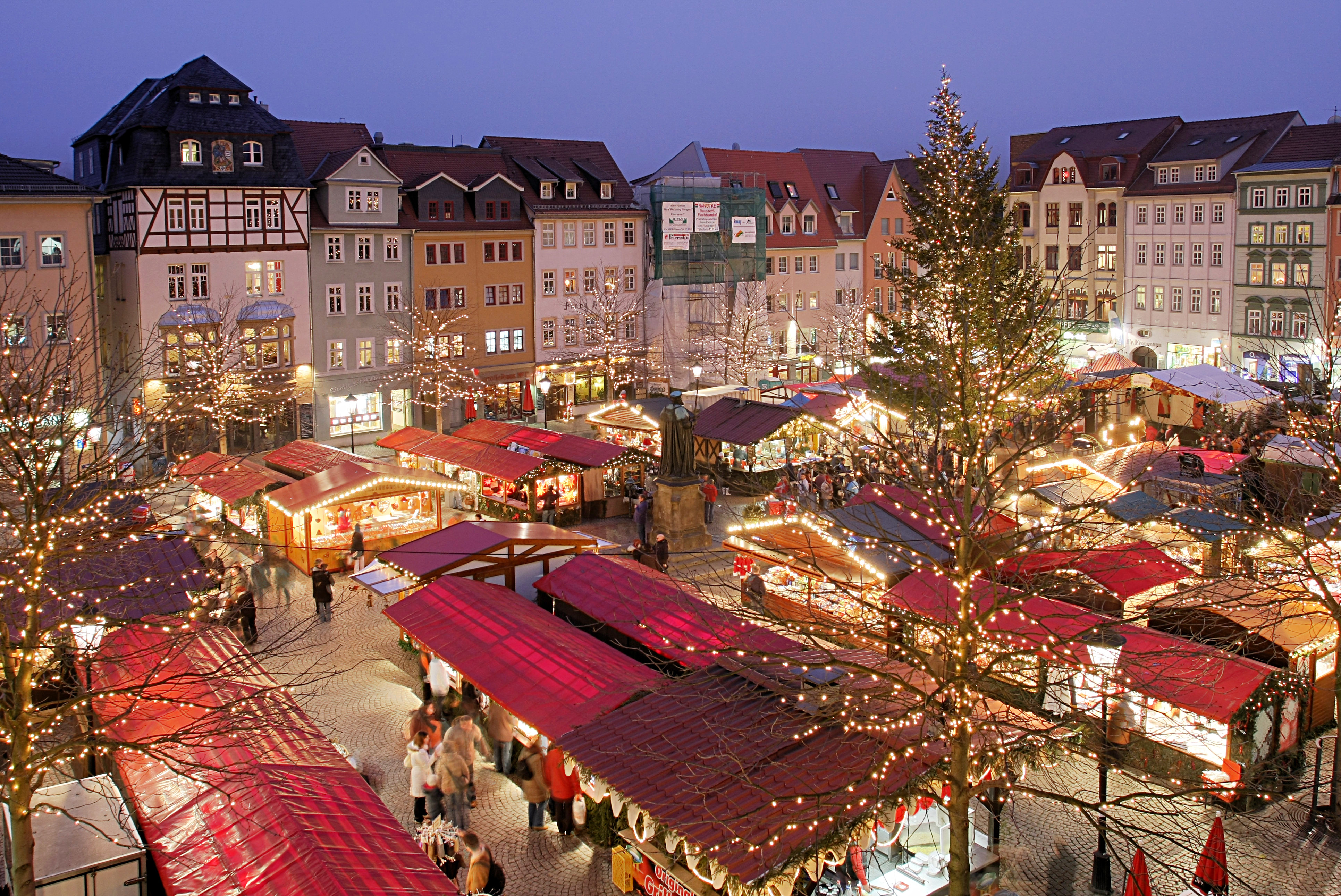
Chợ Giáng sinh tại Jena, Đức, 2007
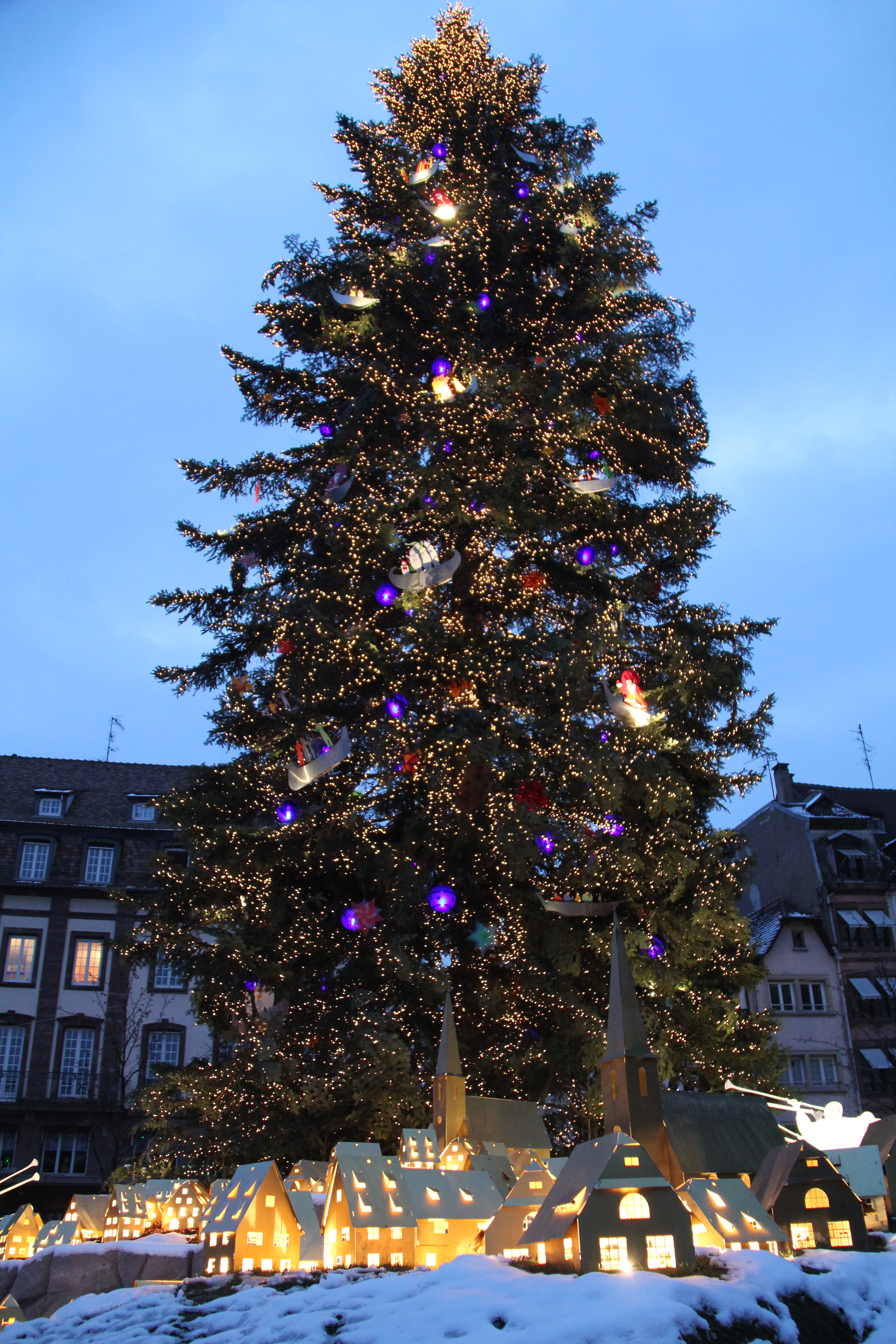
Cây thông tại chợ Giáng sinh Strasbourg, 2010
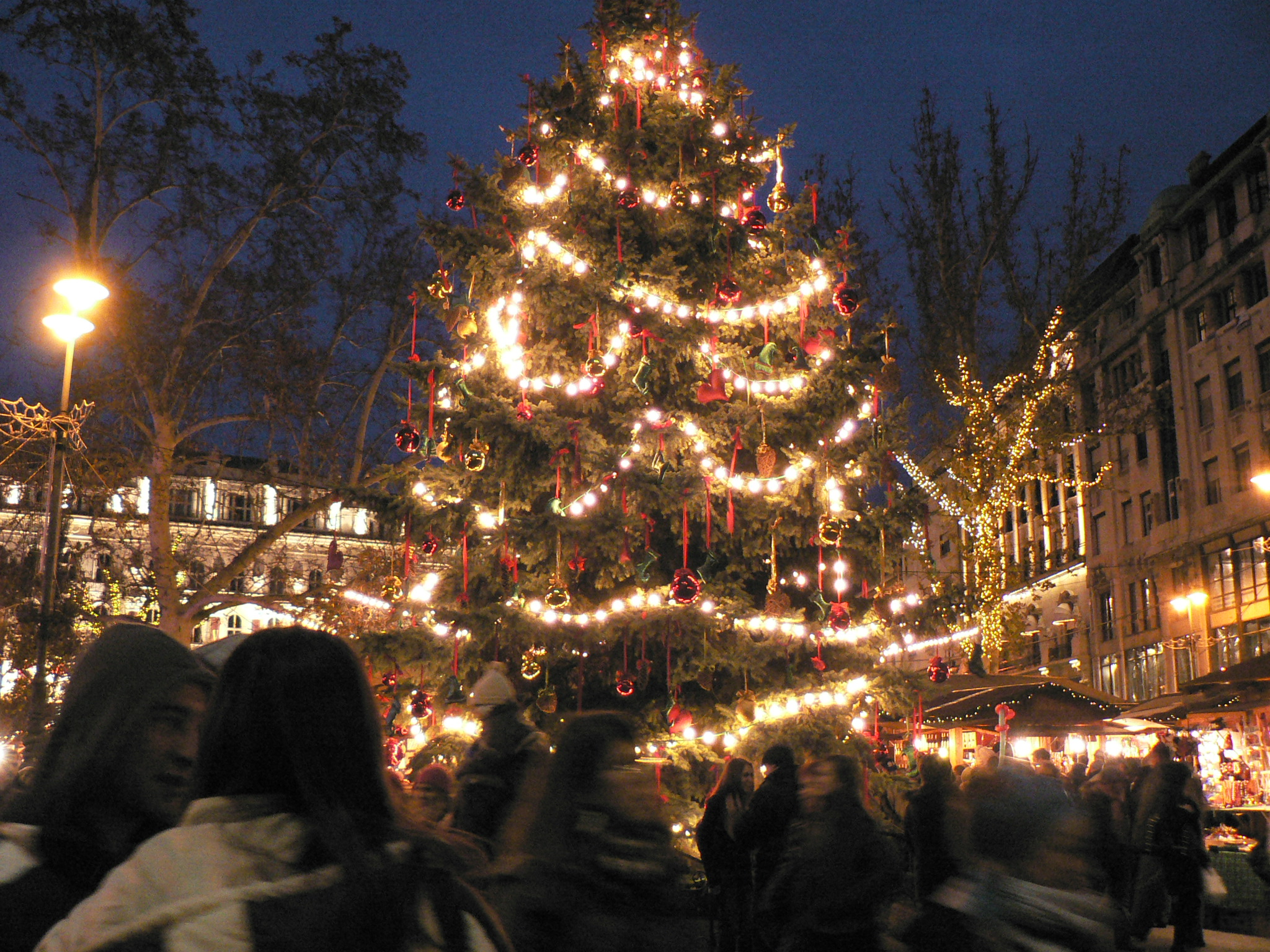
Chợ Giáng sinh tại Budapest, Hungary 2009
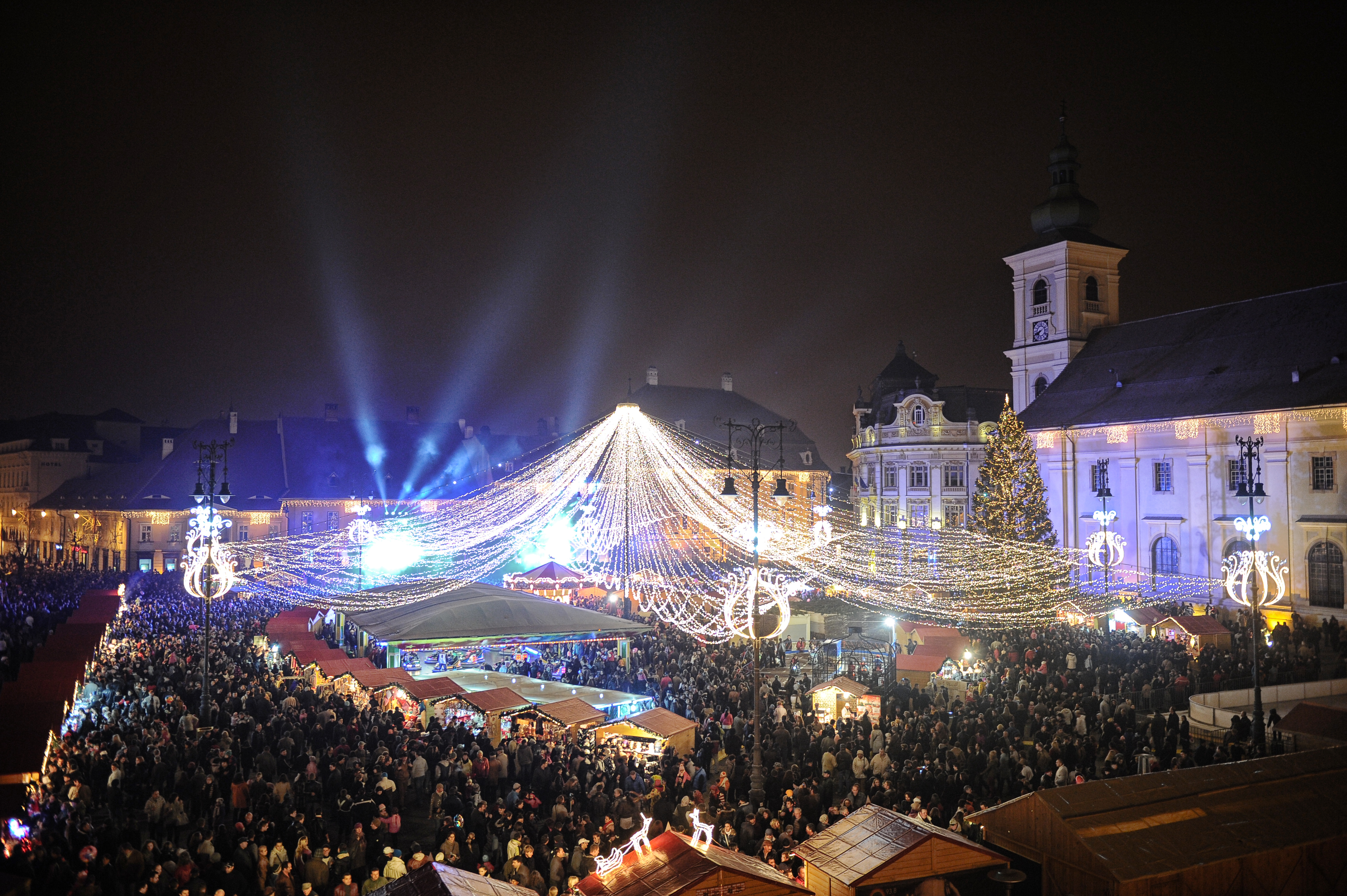
Tại Sibiu, România năm 2012
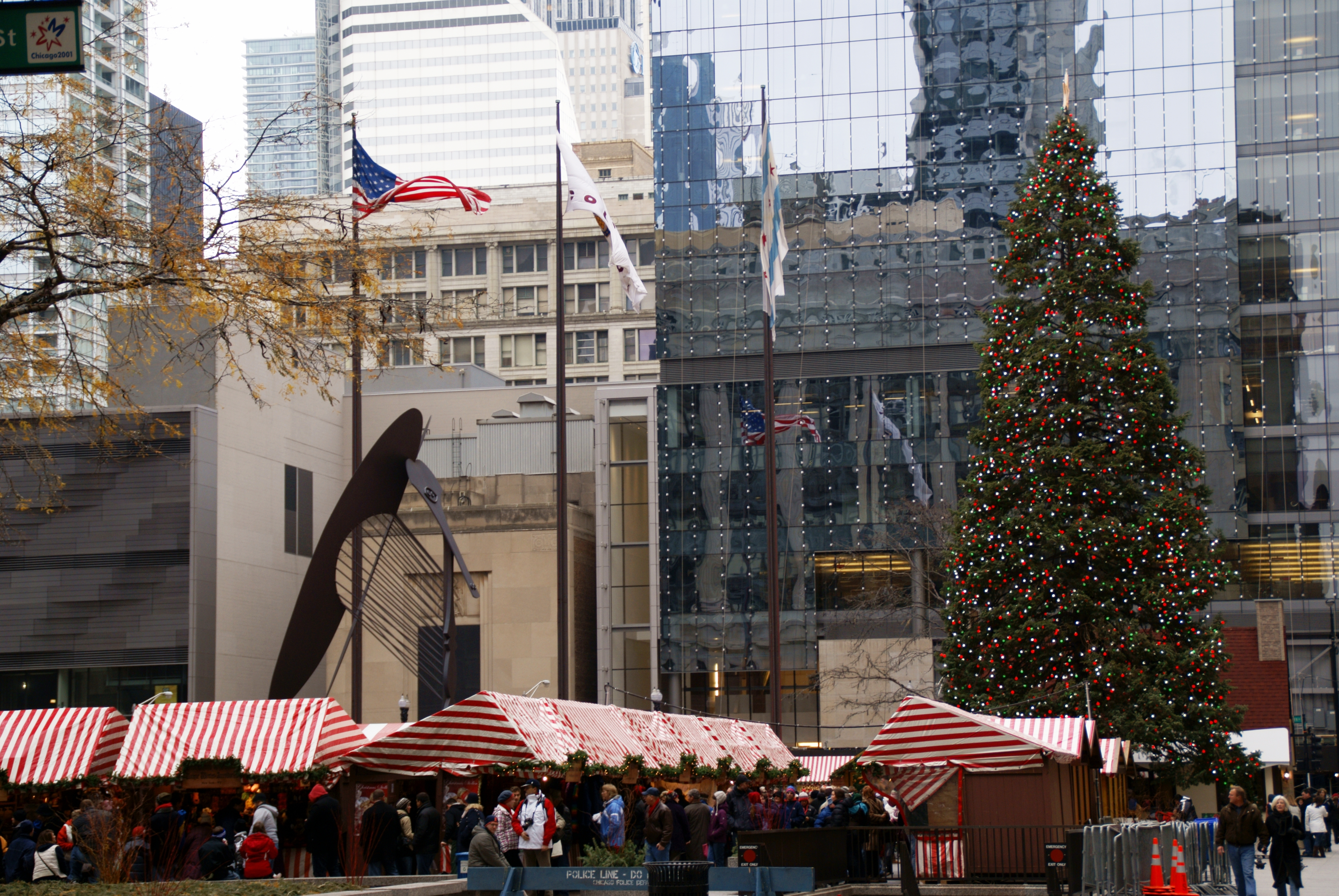
tại Chicago, Mỹ
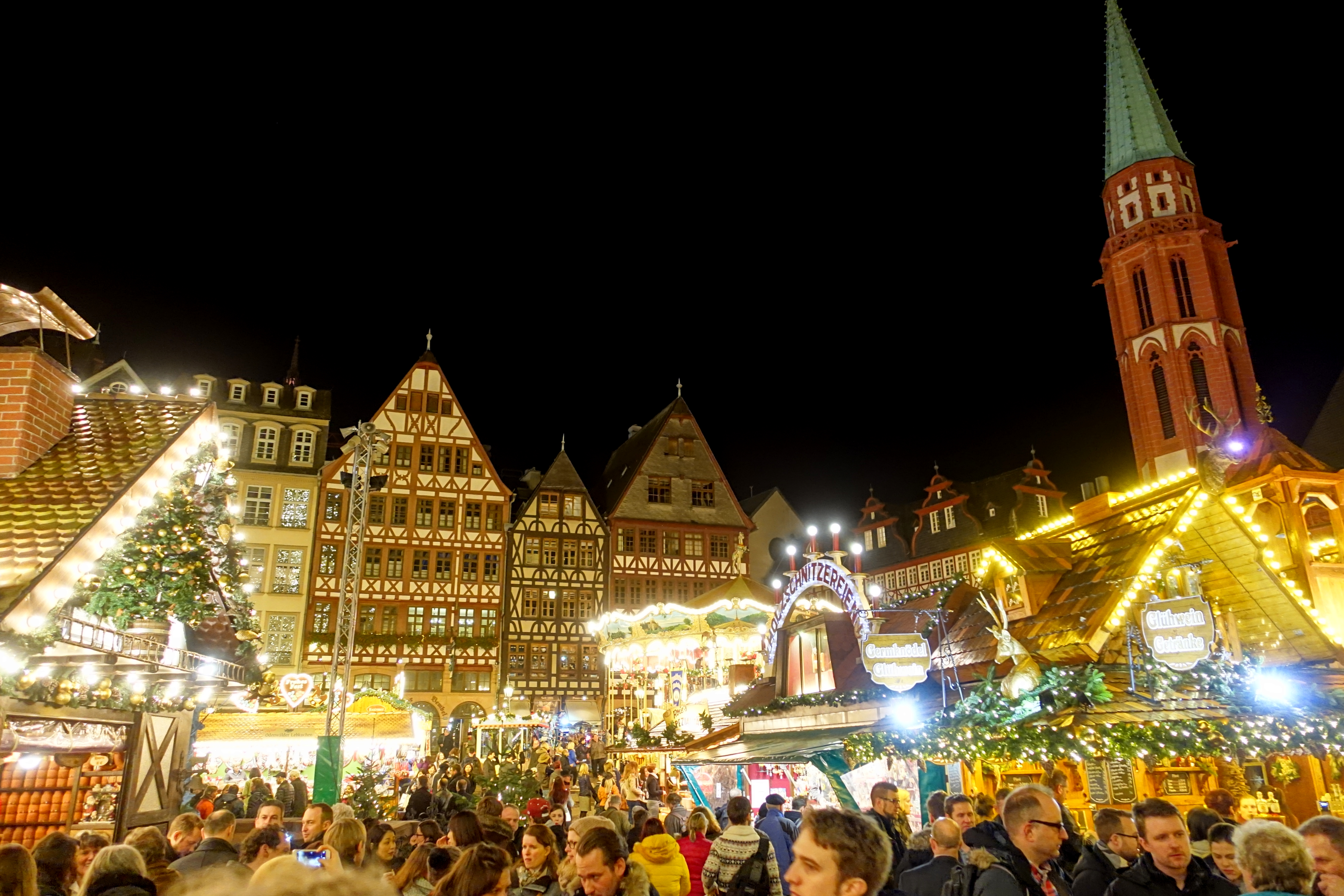
Chợ Giáng sinh Frankfurt am Main
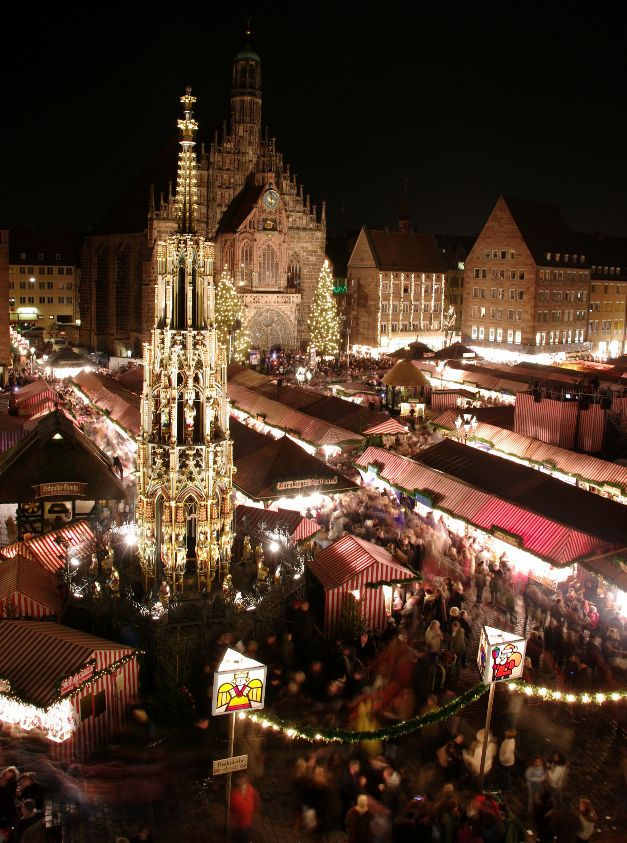
Chợ Giáng sinh Nürnberg
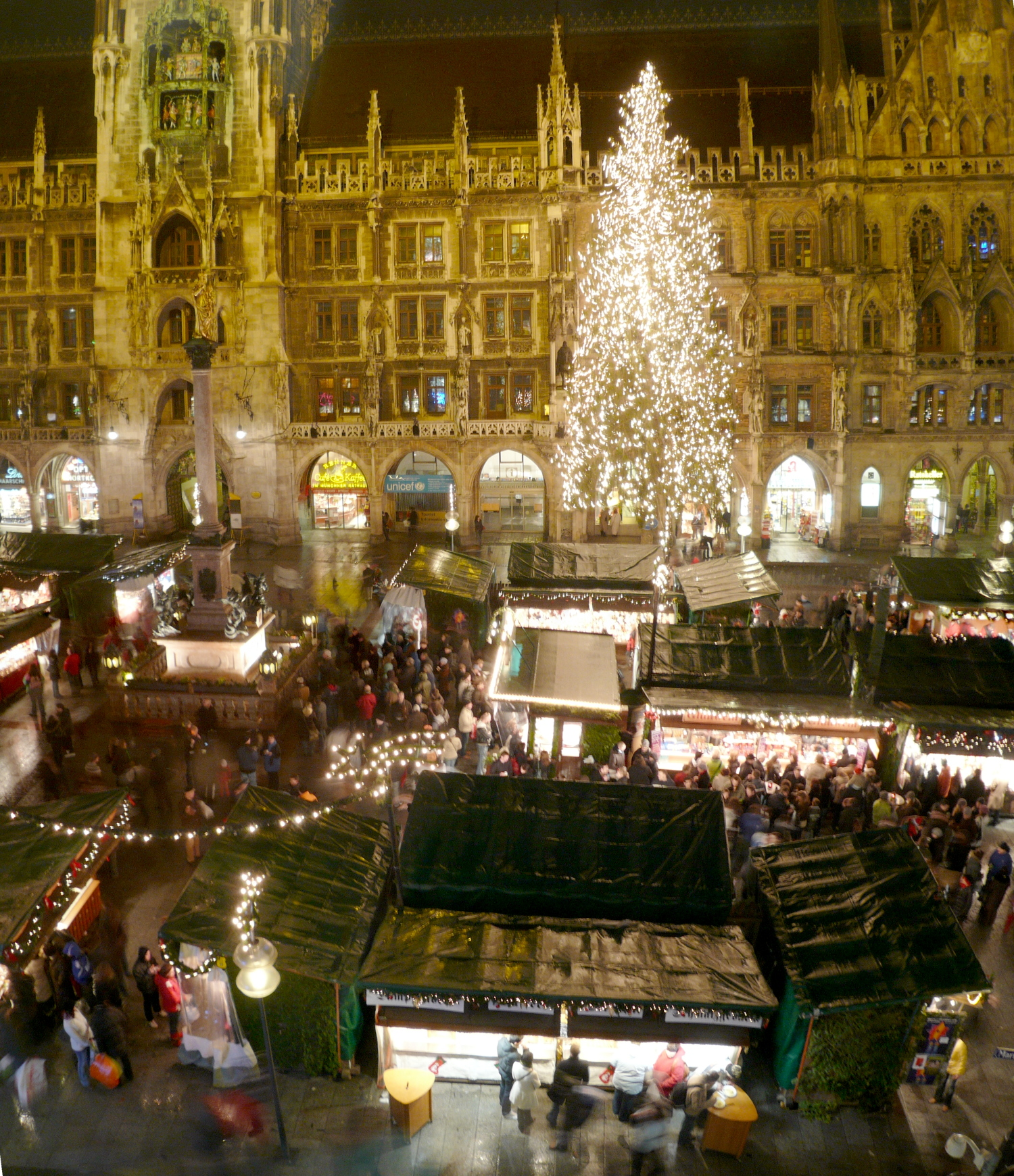
Chợ Giáng sinh München
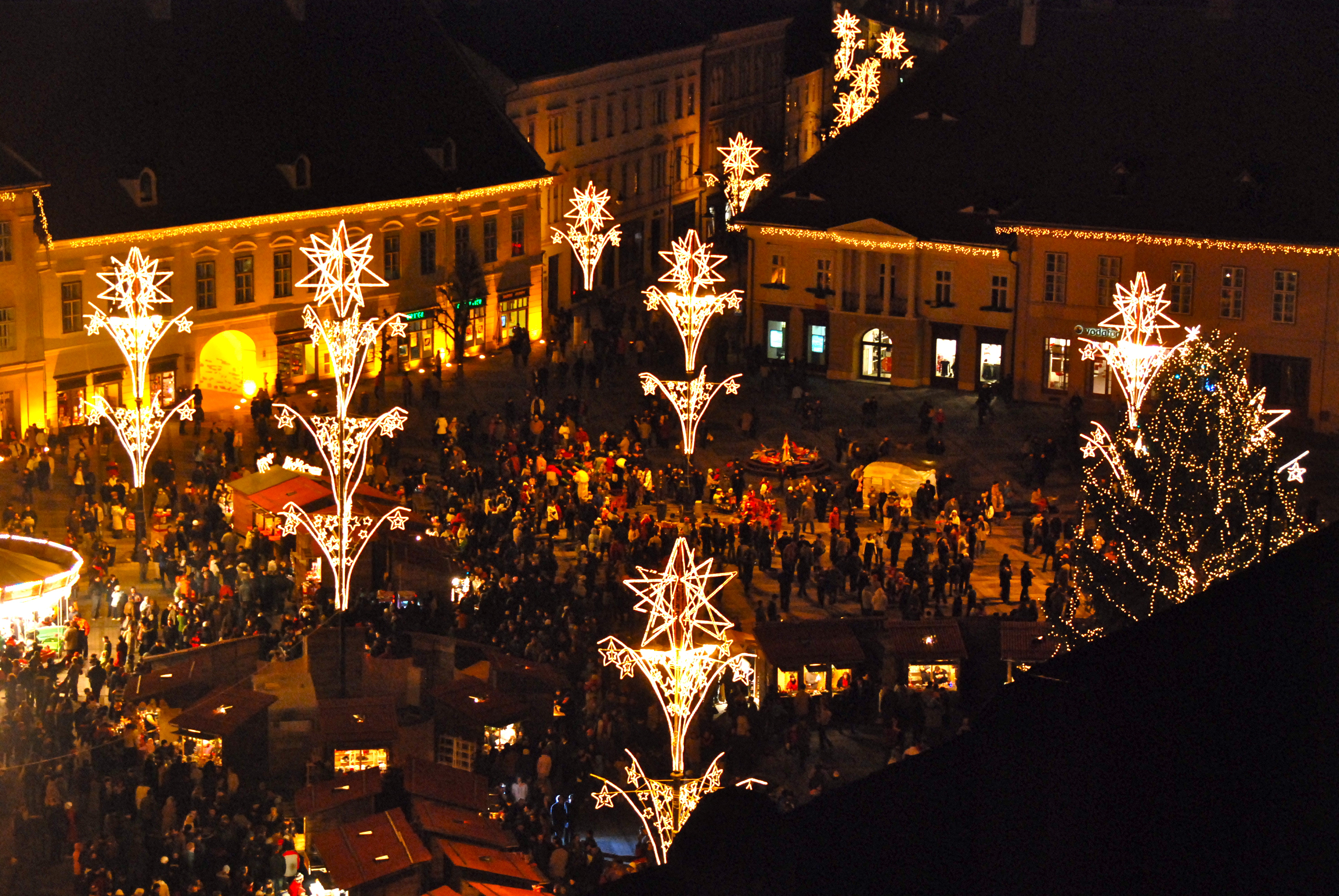
Tại Sibiu, România năm 2008
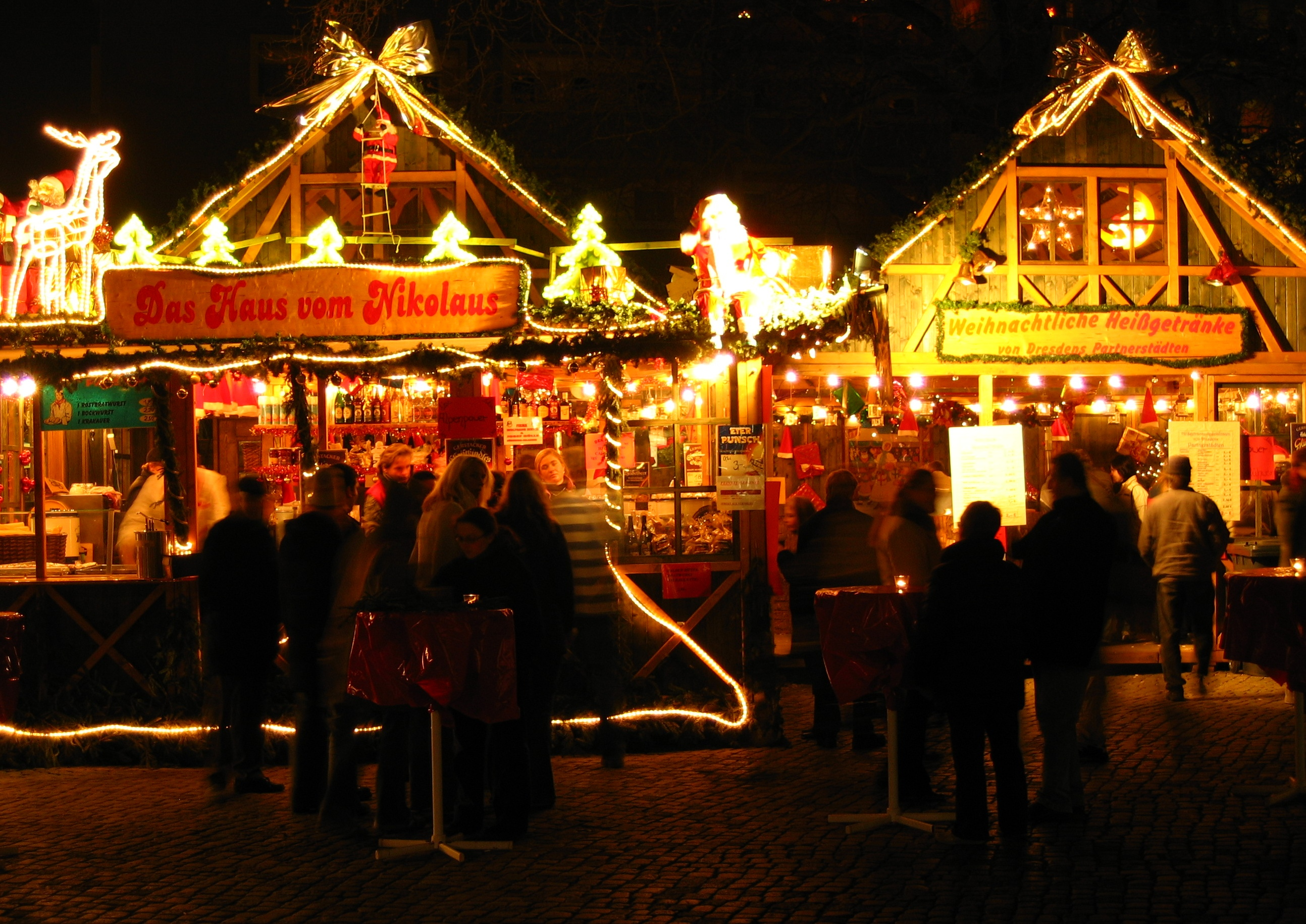
Các quầy hàng gỗ tại chợ Giáng sinh Dresden
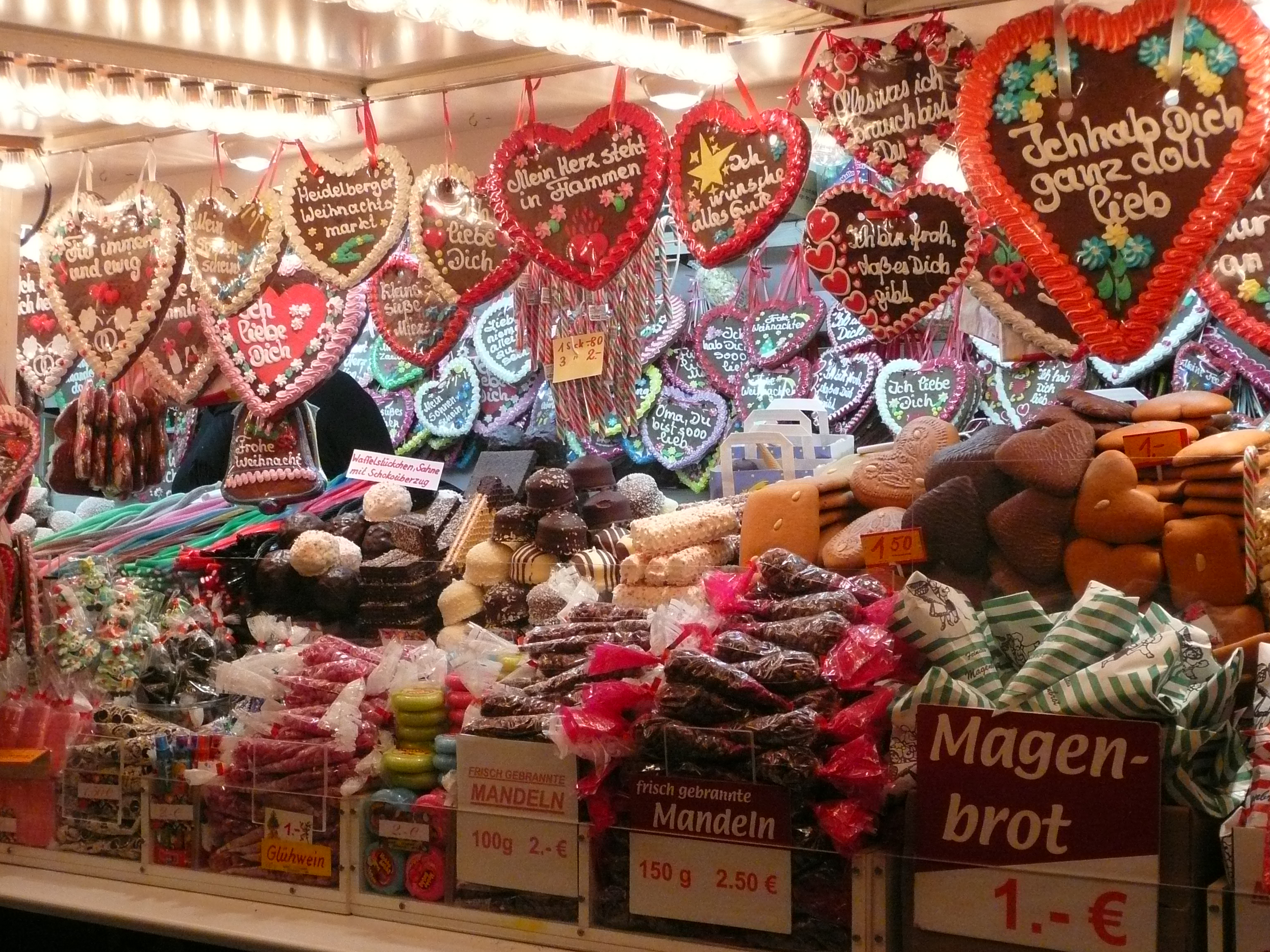
Một quầy hàng tại Chợ Giáng sinh Đức với bánh Lebkuchen (hình trái tim)
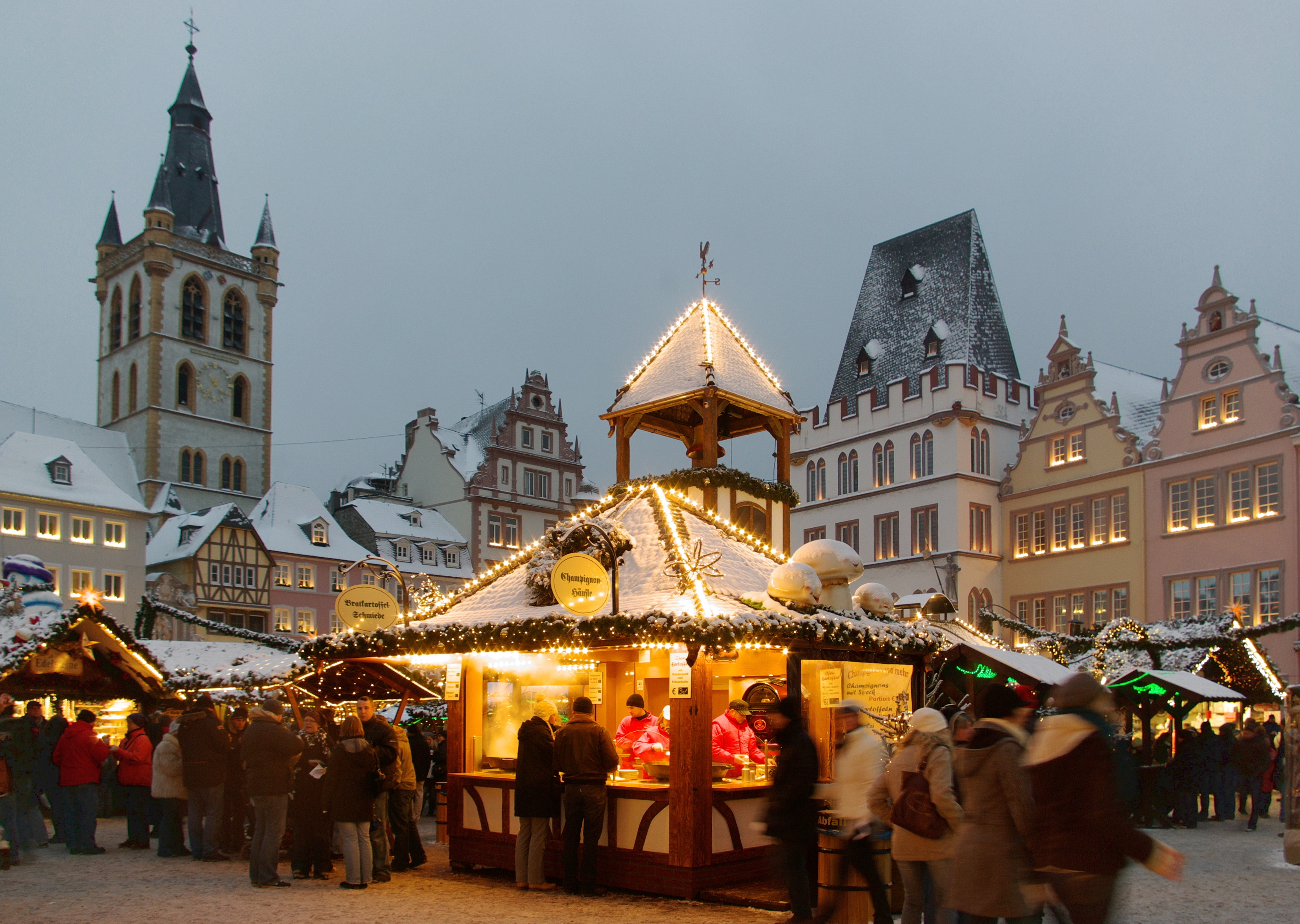
Một quầy hàng tại chợ Trier
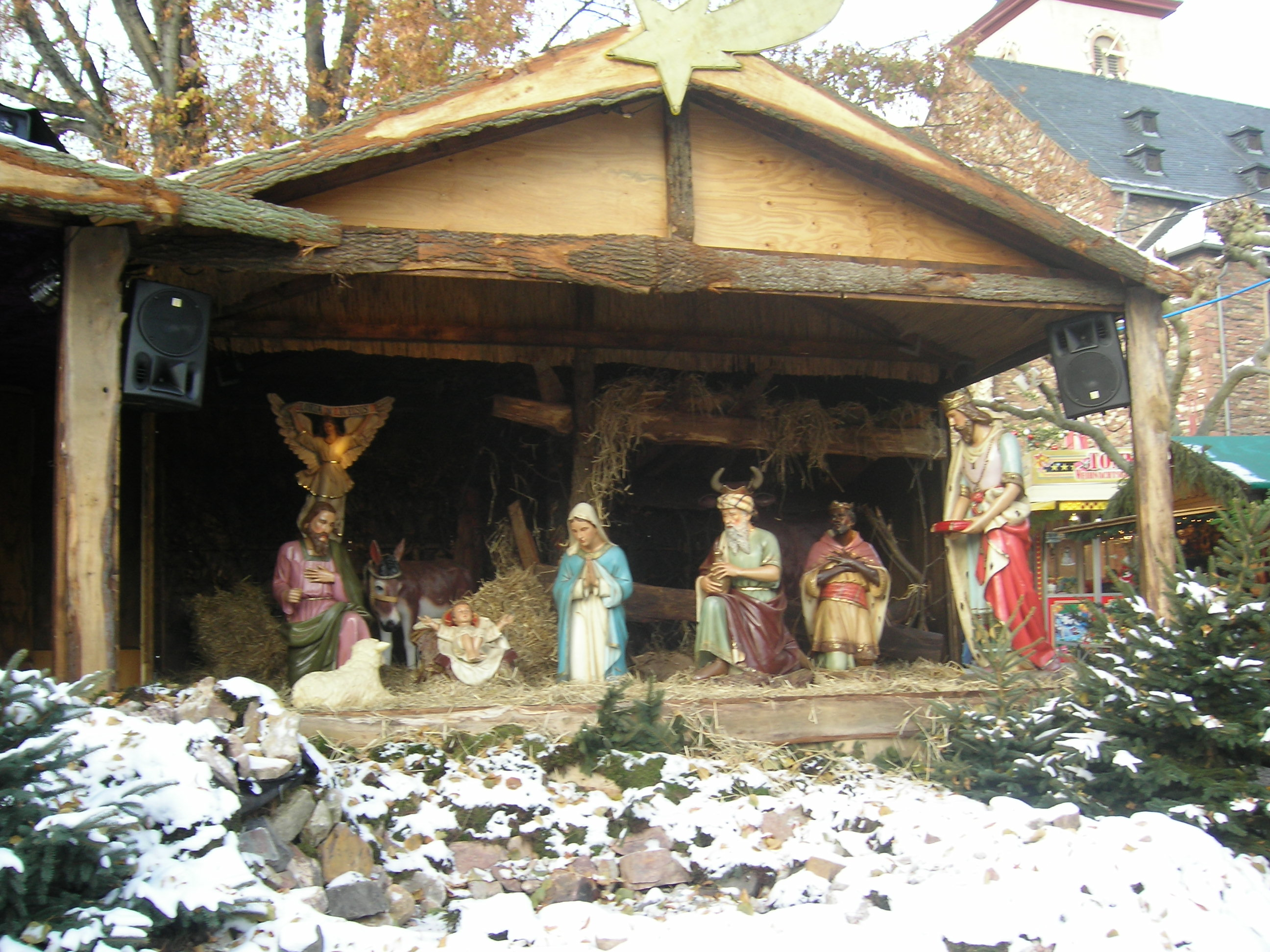
Phục dựng máng cỏ và sự tích Giáng sinh tại chợ Giáng sinh Rüdesheim, Đức, 2010